# Friedrich Marx (Philologe)

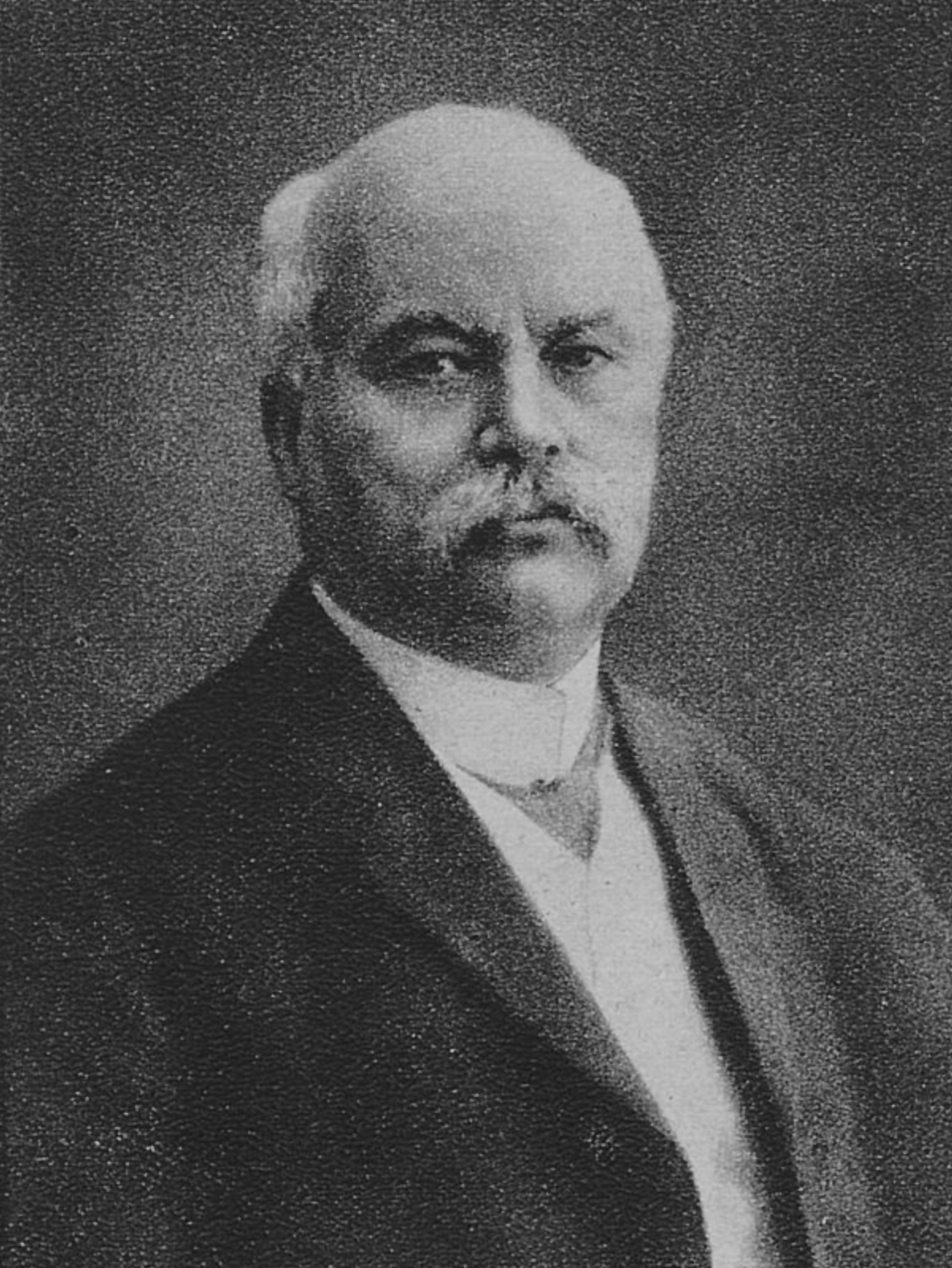
Friedrich Marx als designierter Rektor (1917)

Friedrich Marx (* 22. April 1859 in Bessungen; † 17. Oktober 1941 in Bonn) war ein deutscher klassischer Philologe.

## Leben
Friedrich Marx, der Neffe des Architekturprofessors Erwin Marx (1841–1901), studierte von 1877 bis 1882 Klassische Philologie an den Universitäten zu Gießen und Bonn, wo seine bedeutendsten Lehrer Franz Bücheler und Hermann Usener waren. 1882 wurde er in Bonn mit der Dissertation Studia Luciliana promoviert. Seine Habilitation erreichte er 1887 in Berlin bei Johannes Vahlen. 
In den folgenden Jahrzehnten wirkte er für jeweils wenige Jahre als ordentlicher Professor an verschiedenen Universitäten: 
- von 1888 bis 1889 in Rostock (Vorgänger Friedrich Leo, Nachfolger Richard Reitzenstein),
- von 1889 bis 1893 in Greifswald (Vorgänger Adolph Kießling, Nachfolger Eduard Norden),
- von 1893 bis 1896 in Breslau (Vorgänger Martin Hertz, Nachfolger Franz Skutsch),
- von 1896 bis 1899 in Wien (Vorgänger Wilhelm von Hartel, Nachfolger Edmund Hauler), wo er 1898 auch zum korrespondierenden Mitglied der Akademie der Wissenschaften gewählt wurde,
- von 1899 bis 1906 in Leipzig (Vorgänger Otto Ribbeck, Nachfolger Richard Heinze).

Der Klassisch-Philologische Verein Leipzig im Naumburger Kartellverband ernannte ihn zum Ehrenmitglied.
Im Jahr 1905 nahm er einen Ruf an die Universität Bonn auf den Lehrstuhl seines Lehrers Bücheler an, dem er 1906 folgte. Hier blieb Marx bis zu seiner Emeritierung, die nach dem Sommersemester 1927 erfolgte. 
Im akademischen Jahr 1917/1918 war er Rektor der Universität.
Aus gesundheitlichen Gründen musste Marx seine wissenschaftliche Arbeit ab 1935 einschränken. 
Er starb am 17. Oktober 1941 im Alter von 82 Jahren. Er erhielt ein Ehrengrab auf dem Poppelsdorfer Friedhof.

## Leistungen
Friedrich Marx gilt als letzter Vertreter der Bonner Schule der klassischen Philologie, wie sie von Friedrich Ritschl in den 40er Jahren des 19. Jahrhunderts begründet worden war. Wie dieser und sein Nachfolger Franz Bücheler begriff Marx die Exegese und Textkritik als wesentliche Aufgabe der Philologie, während die Leipziger Schule um Richard Heinze und die Berliner Schule um Hermann Diels und Werner Jaeger längst die Geistesgeschichte und Philosophie in der Philologie zu verankern suchten. Dabei stand Marx den sprachwissenschaftlichen Untersuchungen seines Breslauer Nachfolgers Franz Skutsch an den antiken lateinischen Texten kritisch gegenüber.
Seine konservative Haltung hat ihn jedoch nicht daran gehindert, bedeutende Textausgaben und -kommentare zu schaffen, die bis heute viel benutzt werden. Dazu zählt seine kritische Ausgabe der Rhetorica ad Herennium (1894, nachgedruckt 1964, 1966 und 1993), der Fragmente des Satirikers Lucilius (zwei Bände, 1894–1895), des Diversarum hereseon liber von Filastrius von Brescia (CSEL 1898), der Schriften des Celsus (1915) und des plautinischen Rudens (1928).
Von 1925 bis 1934 war Marx Herausgeber der Zeitschrift Rheinisches Museum für Philologie, die vorher seit 1920 durch die lange Krankheit des Herausgebers August Brinkmann brachgelegen hatte. Sein Bonner Nachfolger Ernst Bickel übernahm 1935 die Herausgeberschaft bis zur kriegsbedingten Einstellung der Zeitschrift 1944 und gründete sie 1950 neu.

## Schriften (Auswahl)
- Aristoteles’ Rhetorik (= Berichte über die Verhandlungen der Königlich Sächsischen Gesellschaft der Wissenschaften zu Leipzig, Philologisch-Historische Klasse. Band 25, VI). Teubner, Leipzig 1900, S. 241–328 (Digitalisat).
- C. Lucilii carminum reliquiae. re. enarr. Friedrich Marx. 2 Bände, Leipzig 1904/05 (Digitalisat von Band 1 (Ausgabe); Digitalisat von Band 2 (Kommentar)).